# Патагонес
Округ Патагонес (ісп. Patagones) — адміністративно-територіальна одиниця 2-ого рівня у провінції Буенос-Айрес в центральній Аргентині. Адміністративний центр округу — Кармен-де-Патагонес (ісп. Carmen de Patagones).
Населення округу становить 30207 осіб (2010). Площа — 13600 кв. км.

## Історія
Округ заснований у 1865 році.

## Населення
У 2010 році населення становило 30207 осіб. З них чоловіків — 15000, жінок — 15207.

## Політика
Округ належить до 6-ого виборчого сектору провінції Буенос-Айрес.